# Aporophoba
Aporophoba là một chi bướm đêm thuộc họ Noctuidae.